# Liberdade
Liberdade (リベルダーデ) és un districte de població asiàtica, sobretot japonés de ciutat São Paulo, Brasil. Es considera la colònia japonesa més gran del món fora del Japó, i la ciutat. Té una població estimada i 57.860 habitants i una extensa àrea de 3,7 km².